# Joseíto Mateo
José Tamares Mateo, conosciuto come Joseíto Mateo (San Isidro, 6 aprile 1920 – Santo Domingo, 31 maggio 2018), è stato un cantante e compositore dominicano, nominato dal Senato e dal Congresso della Repubblica Dominicana El Rey del Merengue (Il Re del Merengue)..

## Biografia
Ottenne i primi successi negli anni 50 con il brano El Negrito del Batey, divenne poi il cantante di punta di 2 big band del periodo, fu introdotto nella cubana La Sonora Matancera da Alberto Beltran e divenne cantante principale dell'El Gran Combo con cui esordì nel 1963 con Meneame los mangos.
La sua fama crebbe col tempo tanto da essere considerato tra i più importanti artisti dominicani, ebbe l'onore assieme a Alberto Beltrán e Primitivo Santos ad essere il primo dominicano a suonare al Madison Square Garden di New York nel 1967. Il sindaco di New York Michael Bloomberg ha dichiarato il 27 febbraio come il Mateo Day.

## Discografia
- Merenchanga Pa' la Pachanga (1956)

1. Pa' la Pachanga
2. Yo No Creí
3. La Cañada
4. La Mulatona
5. Vola o Serenata
6. Severa
7. Jamaqueate
8. Con la Mesa al Caco
9. Santiago
10. Los Mangos
11. La Torta
12. Jingle Bells

- Merengues (1960)

1. La Cerradura
2. No Me Menee la Mata
3. Déjate Apretar
4. Tiene Agarradera
5. Ahora Que Estoy Sabroso
6. A Darse Vidita
7. Gallito Pinto
8. Ahora Si Hay Melao
9. Un Cibaeño en Nueva York
10. Con el Pico Prendío
11. Quirikichi
12. La Cotorrita

- En Algo y Más Vol. 4 (1960)

1. Jalando
2. Déjate de Cuento
3. Tu Guaguancó
4. Más Feo Que Yo
5. El Teenager Recuachado
6. Violeta
7. Boogaloo Para Ti
8. El Boricua
9. El Figureo
10. Los Cantares de Mi Tierra
11. Te Desafío
12. No Vas a Bailar

- Arriba el Merengue (1960)

1. Una Mujer Así
2. Me Tienes Que Recordar
3. Yo la Quiero Ver
4. Llegó el Merengue
5. ¿Por Qué Me Celas?
6. La Boda Chiva
7. Welcome
8. Chicuchicuchi

- Pa' Lante y Pa' Tras (1960)

1. La Secretaria
2. La Yerbita
3. Quisqueya
4. Merengue Yeye
5. La Justicia
6. Picolina
7. Pa' Lante y Pa' Tras
8. La Fiesta de los Monos
9. Festival de Merengues
10. Agárralo Que Eso Es Tuyo
11. Un Domingo Sin Ti

- Baile (1960)

1. Perjura
2. La Vacuna
3. Carmen
4. Si Me Agarras Gozas
5. Fui
6. El Amargado
7. A Baracoa Me Voy
8. Estoy Amargado
9. Tienen Melao
10. Borinqueña
11. Conozco Tu Pasado
12. Anoche Soñé

- Merengues Vol. 6 (1960)

1. Merenguero Hasta la Tambora
2. A lo Que Vinimos
3. Mi Residencia
4. Mi Merengue Sonó
5. Con Macabí
6. Soñé Contigo
7. Acotéjame
8. Tus Ojos
9. Merengue Con Perico Ripiao
10. Tú Dices Que No Me Quieres

- Llegó el Merengue (1960)

1. Llegó el Merengue
2. Así Soy Yo
3. Güira, Tambora y Acordeón
4. General Culembe
5. Pájaro Loco
6. El Refrán de las Mujeres
7. El Mundo Gira
8. No Voy a Llorar
9. La Cañada
10. Vamos a Baní

- Más Éxitos (1960)

1. Lo Mío es Tuyo
2. Poco a Poco
3. Dios En Tus Ojos
4. Que Bueno Es Estar Vivo
5. Alegre y Salsoso
6. Riquiti Ban Ban
7. Fiesta de Cumbia
8. La Hija de Machepa
9. Libre
10. Ven Ya
11. Yambalaya

- Festival del Merengue (1960)

1. Festival del Merengue
2. Picolina
3. No Quiero a Ninguna
4. El Pájaro Chogui
5. Un Domingo Sin Ti
6. Tú Sabes Como Es Uno
7. La Justicia
8. Ven Ya
9. Que, Que Pasó
10. La Cosita
11. Dame la Visa
12. El Cepillo

- King of Merengue! (1960)

1. El Timacle
2. Los Guandulitos
3. Cautiva de Unos Labios
4. Mi Silencio
5. Mi Morenita
6. María Dolores
7. Atácala
8. Bailaba
9. Usted Se Dañó
10. El Loro

- Sandunga Tropical (1960)

1. El Timacle
2. Los Guandulitos
3. Cautivo de Unos Labios
4. Mi Silencio
5. Mi Morenita
6. El Brinquito
7. María Dolores
8. Atácala
9. Bailala
10. Usted Se Dañó
11. El Lobo
12. Baila Catalina

- El Verdadero Rey del Merengue (1964)

1. Jardinera
2. Así Es la Vida
3. Me Quiero Enborrachar
4. Feliciana
5. Salve Sabrosona
6. Mal de Amores
7. Candela
8. Ellas
9. Adán y Eva
10. Salve Merecumbé
11. Too Much Tequila
12. A Chin a Chin

- Caña Brava Vol. 3 (1966)

1. Caña Brava
2. Jovinita
3. Aquí Bailamos To'
4. Sin Merengue
5. Carmencita
6. Mi Cibaeña
7. El Negrito del Batey
8. El Gallo Floriao
9. Fiesta Cibaeña
10. Ramoncita
11. Compay Que Fiesta
12. Debilidades
13. El Sancocho de Pumarejo

- Merengues Vol. 2 (1966)

1. Culembé
2. Rosa Elena
3. Mi Negocio Es Con las Mujeres
4. Merembé
5. Dolores, la Buena Moza
6. Alevántate
7. Con el Alma
8. Tócame la Sinfonía
9. Petronila
10. Pa' los Cubanos
11. Perro Faldero
12. Monte Adentro

- Salsa Explosiva (1970)

1. Después Te Explico
2. Llévame Contigo
3. Las 40
4. Juanita Morel
5. Ritmo Sabroso
6. Guaguancó Moderno
7. Si Hay Que Darle, Se le Da
8. Tumba, Tumba
9. Te Equivocaste
10. Loco Viejo

- Bambaraquiti (1972)

1. Bambaraquiti
2. Ayer Te Ví
3. Cumande
4. Dany
5. Milonga Triste
6. Por Amor
7. La Mafia
8. Sígueme
9. Mono Viejo
10. El Piojo y la Pulga
11. El Refrán de las Mujeres
12. Rai Tcha Tcha

- La Chiva Blanca (1973)

1. La Chiva Blanca
2. Que Grande es el Amor
3. Baila Hasta las Dos
4. Si Hoy Fuera Ayer
5. Caliente
6. La Patrulla
7. Cuando Yo Me Muera
8. El Pegao
9. Cumbia Pa' Gozar
10. Birina
11. La Mujer Cariñosa

- Concierto de Bachata (1974)

1. No Puede Ser
2. Desarreglo de Amor
3. Conmigo Van a Acabar
4. Pena
5. Mami
6. El Pajón
7. Dímelo
8. Cariñito de Mi Vida
9. Estoy Amargado
10. Con la Misma Piedra

- Cállese la Boca Compay..! (1974)

1. Los Candidatos
2. Pala Baria
3. Mi Reina
4. Cállese la Boca Compay
5. Ritmo Velación
6. Te Fumaste Tu Tabaco
7. Tira Pa' Lante
8. La Competencia
9. España
10. Volvamos a Comenzar

- 10 Sones Habaneros y Un Millón de Recuerdos (1974)

1. Que Linda es Matanzas
2. Silencio
3. La Triste Realidad
4. La India Soberbia
5. Como Tú
6. El Son Se Fue de Cuba
7. Perfume de Gardenias
8. Mayeya
9. Marta
10. María Antonia

- Con Salsa (1975)

1. El Amigo
2. Pudiera Ser
3. Todos Borrachos
4. Mangulina Pa' Ti
5. Para Olvidarme de Ti
6. La Yuca
7. A los Bravos
8. Que Te Casas
9. Sueño Azul
10. Madora
11. El Camino de los Amantes
12. Mi Son Sin Papel

- El Chivo Prieto (1975)

1. El Chivo Prieto
2. Madame Chu-Chu
3. La Vida Castiga
4. Yambeque
5. Aunque Me Cueste la Vida
6. Marola
7. Saca el Pie
8. Donde Está la Puerta
9. El Jarro Pichao
10. Con Todo y Defecto

- El Merenguero (1975)

1. San Antonio
2. Caña Brava
3. Blancas Azucenas
4. Tiri Tiri
5. Los Tigueres
6. Te Rompí la Aldaba
7. Con la Mesa al Caco
8. La Gloria Eres Tú
9. Loreta
10. Chiquito Pero Tupío

- Otros Éxitos (1975)

1. El Merengón
2. Jesucristo
3. Pudiera Ser
4. El Picoteao
5. Todos Borrachos
6. El Cariñoso
7. Madora
8. Mi Hijo y Yo
9. Para Olvidarme de Ti
10. Mangulina Pa' Ti
11. Juana Mecho

- Chiquito Pero Tupío (1976)

1. Chiquito Pero Tupío
2. Que No Se Van
3. A las Bases
4. Volvamos a Ser
5. Dominicano Ausente
6. Balaguer Corporán
7. Dijo Balaguer
8. Voy a Escuchar el Pleito Aquí

- Merengue (1979)

1. Cada Tierra Con Su Ritmo
2. La Mamá y la Hija
3. La Salve de los Refranes
4. Adoro Quisqueya
5. Los Hombres Sasonao
6. Homenaje
7. La Guardia
8. Buscando Ambiente
9. Eso Está Que Quema
10. Ole Lo Lay

- Navidades en Santo Domingo (1979)

1. Las Arandelas
2. La Cambiadera
3. Mi Desgracia
4. Ron Pan Filo
5. El Salchichón
6. Que Viva el Pueblo
7. Esta Navidad
8. El Policía
9. Noche Buena

- El Merengue en España (Olé) (1980)

1. A España
2. Dominicanita
3. Mi Santa
4. Voy Pa' Baní
5. Saludo a Puerto Rico
6. Como Está la Cosa
7. El Pisotón
8. Mis Debilidades
9. En Quiebra
10. Yo No Se Porque

- Joseito Mateo y Su Pericombo (1981)

1. Abusadora
2. Sancocho Prieto
3. El Campesino
4. Porque Me Voy a Acostar
5. Que Te Vaya Bonito
6. Leña
7. Desguañangue
8. El Balito
9. La Enllavadura (Parte 2)
10. El Pambiche Lento

- ¡¡¡Salsarengue!!! (1982)

1. A Polito
2. El Despojo
3. Aunque Mañana Me Muera
4. Dueño de Nada
5. El Choque
6. El Negrito del Batey
7. Esto Es Nueva York
8. Todos Borrachos
9. Tonto Corazón
10. La Bikina

- El 82 Dirá... La Enllavadura (1982)

1. La Enllavadura
2. La Pago Yo
3. Aunque Tengas Que Llorar
4. Aleluya
5. Algo de Ti
6. El Retiro
7. Linda Quisqueya
8. Amor Sin Esperanza
9. La Tuerca
10. De la Misma Cama

- Merengozando (1993)

1. La Chiva Blanca
2. Juanita Morel
3. Después Te Explico
4. Cuando Yo Me Muera
5. Cállese la Boca Compay
6. El Merengón
7. La Mujer Cariñosa
8. Si Hay Que Darle, Se le Da
9. Te Fumaste Mi Tabaco
10. Lo Mio es Tuyo
11. El Picoteado
12. Juana Mecho
13. Mangulina Pa' Ti
14. La Patrulla
15. El Pegao

- El Rey (1994)

1. Bambaraquiti
2. Cumande
3. El Refrán de las Mujeres
4. El Piojo y la Pulga
5. Dany
6. Por Amor
7. Mono Viejo
8. Milonga Triste
9. Sígueme
10. Ayer Te Ví
11. Rai Tcha Tcha

- El Papá de los Merengueros (2006)
- Reserva Musical (2008)

1. Bambaraquiti
2. Cuando Yo Me Muera
3. Feliciana
4. Juana Mecho
5. De Todos
6. Juanita Morel
7. La Cañada
8. La Chiva Blanca
9. Que Más Da
10. La Patrulla
11. Jardinera
12. Leña
13. Noches de Angustia
14. El Pambiche Lento
15. Loreta
16. Lo Mío es Tuyo
17. San Antonio
18. Sin Lágrimas
19. Sueño Azul
20. El Tiririri

- Merengues Tradicionales

1. San Antonio
2. Caña Brava
3. Tiririri
4. Loreta
5. Leña
6. Pambiche Lento
7. El Negrito del Batey
8. La Boda Chiva
9. ¿Por Qué Me Celas?
10. Sueño Azul
11. Las Flores
12. La Yuca
13. Festival del Merengue
14. Un Domingo Sin Ti
15. Lo Mío Es Tuyo